# Paul Pogba
Paul Pogba, més conegut simplement com a Pogba, (Lagny-sur-Marne, 15 de març de 1993) és un futbolista professional francès, d'origen guineà. Juga en la posició de migcampista a l'AS Monaco.
Pogba es va unir a l'equip juvenil del Le Havre de la Ligue 2 el 2007. Va fitxar pel Manchester United FC dos anys després. Després de començar la seva carrera sènior a Manchester, les poques aparicions el van fer fitxar pel club italià Juventus el 2012, on va ajudar el club a guanyar quatre títols consecutius de la Serie A, dos títols de la Copa d'Itàlia i dos títols de la Supercopa d'Itàlia. Durant la seva estada a Itàlia, Pogba es va consolidar com a un dels jugadors joves més prometedors del món i va rebre el premi Golden Boy (al millor jugador de menys de 21 anys) el 2013 i el Premi Bravo el 2014. Pogba va ser nomenat a l'Equip de l'Any de la UEFA 2015 i al FIFA FIFPro World XI 2015 després d'ajudar la Juventus a arribar a la final de la Lliga de Campions del 2015, la seva primera final en dotze anys.
Les actuacions de Pogba a la Juventus el van portar a tornar al Manchester United FC el 2016 per un rècord mundial de preu de traspàs de 105 milions d'euros (89,3 milions de lliures). La tarifa va ser el rècord del preu de traspàs més alt per a un club anglès fins al 2021. En la seva primera temporada, va guanyar la Copa EFL de 2017 i l'Europa League. A la temporada 2018–19, va ser nomenat a l'Equip de l'Any de la PFA.
Internacionalment, Pogba va ser el capità de França i va guanyar la Copa del Món Sub-20 de la FIFA 2013 i va ser nomenat el Millor jugador del torneig. Va debutar amb la selecció absoluta un any després i va jugar a la Copa del Món de la FIFA 2014, on va ser nomenat el Millor jugador jove. Va representar França a l'Eurocopa 2016 a casa, on va acabar subcampió. Després va guanyar la Copa del Món de la FIFA 2018 i va marcar un gol a la final.

## Carrera esportiva

### Manchester United
Va fitxar pel Manchester United FC el 6 d'octubre de 2009. Només va jugar 3 partits i sempre sortint com a suplent.

### Juventus de Torí
El 3 d'agost de 2012, s'anuncia la incorporació de Paul Pogba a les files de la Juventus de Torí per 4 temporades. El 15 d'octubre de 2012 va fer el primer gol contra el Nàpols, finalment guanyant per 2-0, a favor de la Juventus.
En la tornada de fase de grups de la UEFA Champions League, la màxima competició de clubs europeus, contra el Borussia Dortmund, va ser retirat del terreny de joc abans d'acabar la primera meitat perquè es va lesionar al bíceps femoral de la cama dreta. Finalment van anunciar que seria baixa durant 2 mesos.
Després de la recuperació de la lesió, Paul Pogba va anant agafant protagonisme en el seu equip, fins a convertir-se en titular indiscutible del mig del camp. El 2013 va ser guardonat amb el Premi Golden Boy, que és atorgat al millor futbolista mundial menor de 21 anys.
En aquell moment hom el va relacionar amb equips com el FC Barcelona o Paris Saint Germain, interessats per fitxar-lo, gràcies al seu gran físic i polivalència en tot el mig del camp, a més de la seva joventut i molt bon rendiment els últims anys.
El 6 de juny de 2015 formà part de l'equip titular de la Juventus que va perdre la final de la Lliga de Campions 2015, a l'Estadi Olímpic de Berlín per 1 a 3, contra el FC Barcelona.

### Manchester United
El 8 d'agost del 2016 el Manchester United FC va anunciar públicament la incorporació del françès a les seves files, convertint-se en el traspàs més car d'aquell moment.

## Selecció francesa
El 13 de maig de 2014, l'entrenador de la selecció francesa Didier Deschamps el va incloure a la llista final de 23 jugadors que representaran França a la Copa del Món de Futbol de 2014. En finalitzar la competició, fou guardonat per la FIFA com a Millor Jugador Jove del Mundial.

## Palmarès
Juventus FC
- 4 Serie A: 2012-13, 2013-14, 2014-15, 2015-16
- 2 Copes italianes: 2014-15, 2015-16
- 2 Supercopes italianes: 2013, 2015

Manchester United FC
- 1 Lliga Europa de la UEFA: 2016-17
- 1 Copa de la lliga anglesa: 2016-17

Selecció francesa
- 1 Copa del Món: 2018
- 1 Lliga de les Nacions de la UEFA: 2020-21
- 1 Copa del Món sub-20: 2013